# Paulinus z Milána
Paulinus z Milána, také latinsky Paulinus Mediolanum či anglicky Paulinus the Deacon byl milánský jáhnem a notářem biskupa Ambrože z Milána, zároveň byl jeho životopiscem. Jeho dílo Vita Sancti Ambrosii je datováno do roku 422 a bylo napsáno na žádost Augustina z Hippa.
V roce 411 se v Kartágu jako první oficiálně postavil proti Caelestiovi, Pelagiovi, kteří šířili pelagianské názory. Formální jednání popsal Augustin v knize O prvotním hříchu. Paulinus připravil šest tezí, které definovaly pelagianské názory jako herezi. Pelagianismus byl poté v letech 411 a 418 odsouzen africkým episkopátem na koncilu v Kartágu. Caelestius se následně vzdal toho, že se stane presbyterem v Kartágu a odešel do Efezu.
V roce 417 byl Paulinus povolán do Říma, aby ospravedlnil své jednání. S místní podporou odmítl předstoupit před papeže Zosima. V 418 papež vzal v úvahu míru podpory pelagianských názorů jak Caelestiana tak i jeho žáka Pelagia a oba odsoudil.
V životopise svatého Ambrože Paulinus z Milána zminil i markomanskou královnu Fritigil. Bylo to v souvislosti s psaním svatého Ambrože určeného Fritigil. Psaní bylo napsáno ve stylu katechismu, což napovídalo, že královna na počátku 5. století mezi Markomany začala šířit křesťanství. Zároveň v psaní Paulina z Milána určeného Augustinovi z Hippa se dochovaly zprávy o cestě Fritigil do Milána. V závěru psaní je uvedeno: „Když připutovala do Milána, litovala velice, že svatého biskupa, k němuž spěchala, již nenalezla, neboť již opustil tento svět…“